# نوربرت والتر بيترز
نوربرت والتر بيترز (بالألمانية: Norbert Walter Peters)‏ هو ملحن ألماني، ولد في 17 مارس 1954 في شتولبرغ في ألمانيا.